# بن جونسون (منافس ألعاب قوى أمريكي)
بين جونسون (بالإنجليزية: Ben Johnson)‏ هو منافس ألعاب قوى أمريكي، ولد في 1914 في فرجينيا في الولايات المتحدة، وتوفي في 1992.

## معرض صور

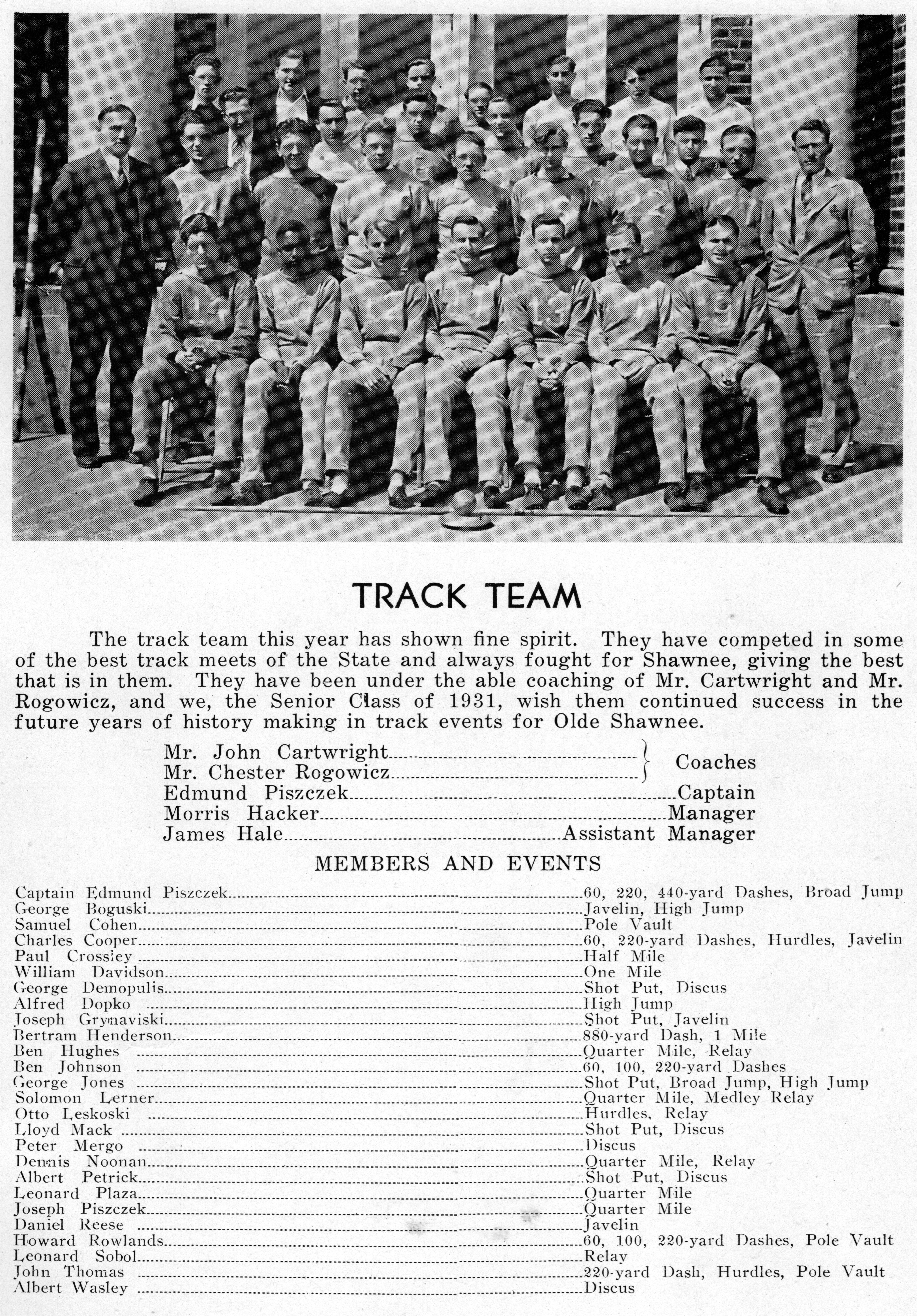
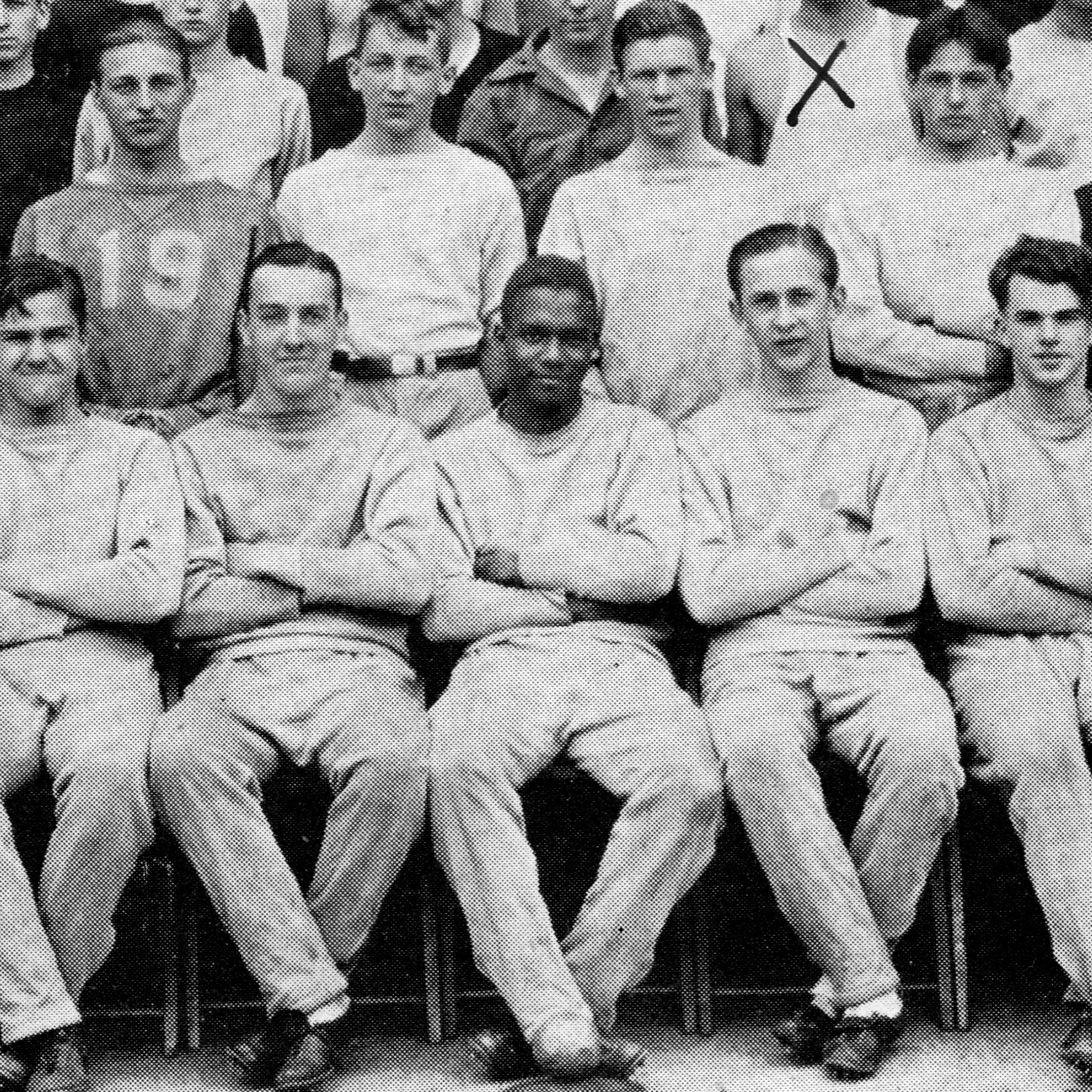
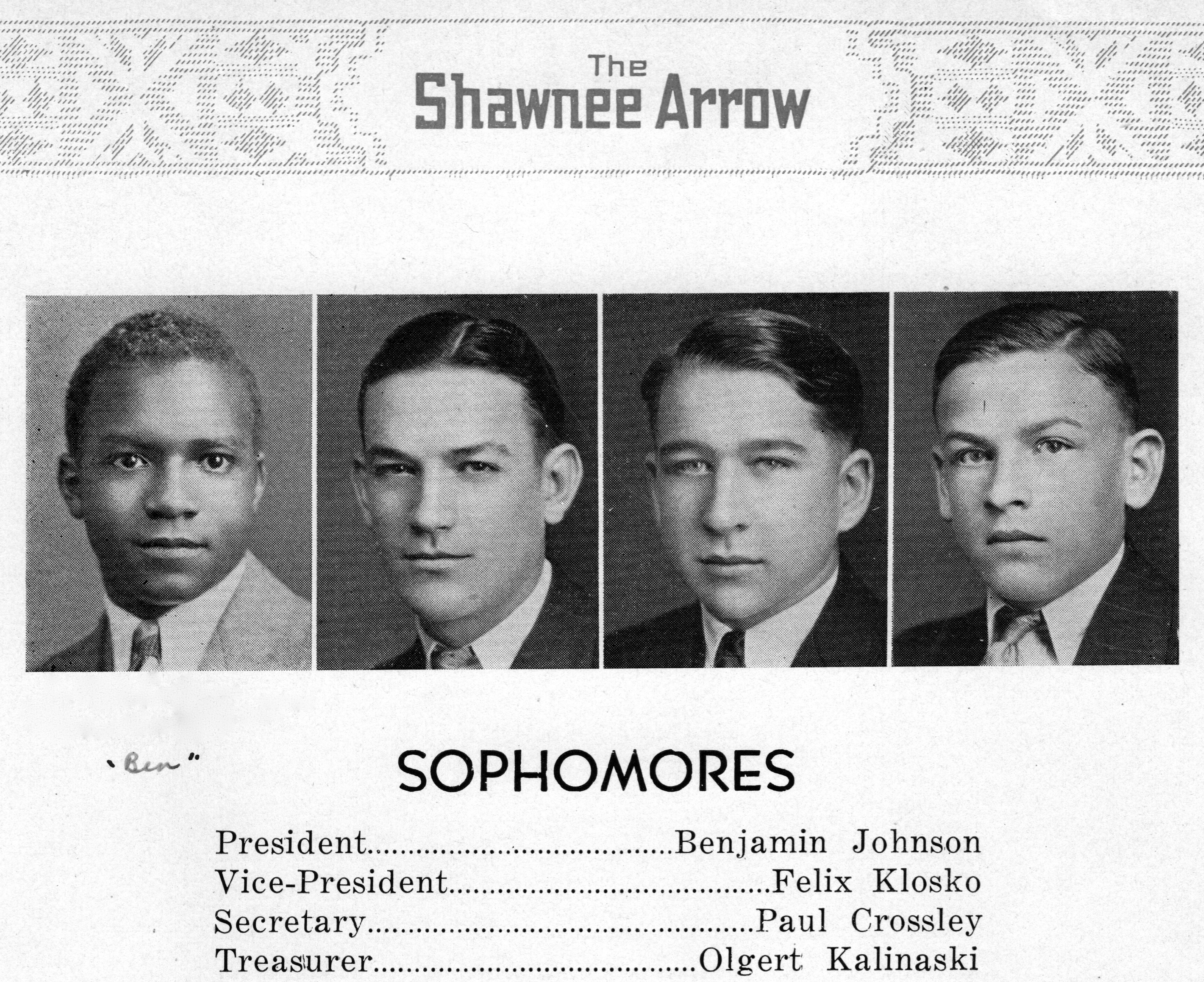